# Maria Caterina Ruta
Maria Caterina Ruta (Palermo, 18 aprile 1941) è un'ispanista italiana.

## Biografia
Docente ordinaria di letteratura spagnola dell'Università di Palermo, è stata direttore dell’Istituto di Lingue e letterature straniere della Facoltà di Magistero dal 1981 al 1984 e da quell'anno al 1990 della Facoltà di Lettere e Filosofia. Presidente del Corso di Laurea in Lingue e letterature straniere dal 1999 al 2004 e coordinatrice del Dottorato in Lingue e letterature iberiche e iberoamericane dell’Università di Palermo. È stata presidente dell’Associazione Ispanisti Italiani per il triennio 2004-2006.
In quiescenza dal 2009.
Nei suoi studi si è occupata principalmente di Miguel de Cervantes, come testimoniano i volumi pubblicati. Ha tradotto dallo spagnolo e curato per Marsilio le due Novelle esemplari Il matrimonio a inganno e Il dialogo dei cani. Si è interessata a narratori dell'Ottocento e del Novecento e ha studiato alcuni poeti dei secoli XX e XXI.

## Opere
- Codici sociali e codici culturali, Quaderni del Circolo semiologico siciliano, n. 11, 1979.
- Il Chisciotte e i suoi dettagli, Flaccovio, 2000
- Novecento ispanico, Sellerio, 2006
- Memoria del "Quijote", Centro de Estudios Cervantinos, 2008

## Curatele
- La Cultura spagnola durante e dopo il franchismo, Cadmo, 1982
- Gabriel Alomar, Il futurismo, Novecento, 1990
- Dai modernismi alle avanguardie, Flaccovio, 1991
- Cervantes. Il dialogo dei cani, Marsilio, 2001
- Le parole dei giorni. Scritti per Nino Buttitta,, Sellerio, 2005
- L'insula del Don Chisciotte, Flaccovio, 2007
- Con A. Robert Lauer, Un paseo por los centenarios cervantinos, Cuadernos AISPI (20015), n. 5.
- Con Maria Laura Cascio, Cervantes nel secondo millennio. Un nuovo sguardo con la Sicilia sullo sfondo, University Press, 2017.